# The Princess Weiyoung
The Princess Weiyoung (chino: 锦绣未央), es una exitosa serie de televisión china transmitida del 11 de noviembre del 2016 hasta el 9 de diciembre del 2016 a través de las cadenas televisivas Dragon TV y Beijing TV.
La serie estuvo basada en la novela "The Poisonous Daughter" de Qin Jian.

## Sinopsis
Durante las caóticas Dinastías del Norte y del Sur, en la familia Real de Liang del Norte, nace una Princesa llamada Feng Xin'er en medio de una tormenta de nieve. Al momento de su nacimiento, la tormenta se detiene y el sol brilla de nuevo, lo que es interpretado como un augurio de que la Princesa enfrentará muchas adversidades pero luego de sobreponerse a ellas, se elevará tan alto como el cielo.
Pasan 16 años y la Princesa crece bondadosa, amable, despreocupada y amada.
Chiyun Nan, un codicioso general del clan Chiyun y su primo Li Min Feng, el hijo del primer ministro del Norte de Wei, conspiran para apoderarse de las minas de hierro de Liang del Norte y así, fabricar armas en secreto para efectuar un golpe de Estado y lograr que la familia Chiyun se apodere del trono y del país.
Para poder invadir Liang del Norte, acusan falsamente al padre de Xin'er de iniciar una rebelión contra el Emperador. La invasión se convierte en un baño de sangre y toda la familia real es ejecutada, a excepción de Xin'er quien logra escapar pero se queda totalmente sola.
Poco después Li Weiyoung, la hija ilegítima del primer ministro del Norte de Wei, encuentra a la Princesa inconsciente en el bosque y apiadándose de ella, la lleva a su casa y le salva la vida. Sin embargo, muere protegiéndola de un asesino enviado por la familia Chiyun, quienes no estaban contentos cuando tuvieron que llamar nuevamente a Weiyoung para que regresara a su casa. Xin'er decide asumir la identidad de Li Weiyoung para poder vivir en la casa Li y así vengar a su familia y a Weiyoung, la muchacha que le salvó la vida. Sin embargo a su llegada, tanto a Chiyun Rou como a su hija, Li Chang Le, no les simpatiza.
En su búsqueda de justicia contra el clan Chiyun, inesperadamente termina en el camino del compasivo Príncipe del Norte de Wei, Tuoba Jun, de quien comienza a enamorarse. Sin embargo las cosas se complican cuando llama la atención del despiadado Príncipe Tuoba Yu, quien quiere utilizarla para alcanzar su principal objetivo, que es el de convertirse en el nuevo Emperador.
En el camino, Weiyoung libra innumerables obstáculos, trampas e intrigas, adquiriendo sabiduría para poder encontrar la paz para su familia y vivir fiel a su corazón con su verdadero amor, Tuoba Jun.

## Reparto

### Personajes principales
| Actor                    | Personaje                        | Notas |
| ------------------------ | -------------------------------- | --- |
| Tiffany Tang             | Feng Xin'er Princesa Li Weiyoung | Es la bondadosa Princesa de Liang del Norte (en inglés: Northern Liang), quien por casualidad asume la identidad de Li Weiyoung cuando su familia es asesinada y su reino es destruido. Su poder crece gracias a su inteligencia y valentía, pese a todas las trampas que sus enemigos le ponen en su camino. Ingeniosa, llena de recursos y siempre dispuesta a ayudar a quien lo necesite, su mayor deseo es vengar a su familia para limpiar su nombre; sin embargo con el tiempo se da cuenta de que el bienestar de la gente es más importante que su venganza personal.                                            |
| Luo Jin                  | Tuoba Jun, Príncipe Gaoyang      | Es el brillante, compasivo y agradable nieto favorito del Emperador Tuoba Tao e hijo del difunto Príncipe Heredero Tuoba Huang, aunque Jun no está interesado en la política real, es el objetivo de los hijos del Emperador Tuoba Han y Tuoba Yu. Está enamorado de la Princesa Li Weiyoung, quien al principio se negaba a corresponderle por ser el nieto del emperador que mandó ejecutar a su familia. Sin embargo, con el tiempo y las aventuras que pasan juntos, ella acepta los sentimientos de Jun y se enamora de su sinceridad y su inquebrantable amor hacia ella.                                          |
| Vanness Wu Huang Tian Qi | Tuoba Yu, Príncipe Nanan         | Es un hombre astuto, despiadado y de sangre fría, cuya mayor ambición es la de convertirse en el Emperador y gobernar el mundo. Cuando conoce a Weiyoung se siente atraído por su inteligencia e ingenio, y aunque al inicio sólo planea usarla como una pieza importante de ajedrez para alcanzar sus ambiciones, pronto se enamora de ella, ya que es la única persona que puede ayudarlo a superar su trauma de la infancia, sin embargo ella no siente lo mismo por él. |
| Mao Xiaotong             | Li Chang Ru                      | Es la joven prima de Weiyoung a quien trata con sinceridad y la hija de Wen Weiyi, la 2da. señora de la familia Li. Habiendo sido oprimida y eclipsada desde niña por su prima mayor Li Chang Le, se convierte en una mujer vengativa que busca destruirla y esconde su naturaleza hipócrita e intrigante detrás de su apariencia débil y delicada. Ha estado enamorada de Tuoba Yu desde que era una niña pequeña, por lo que poco a poco se acerca a él y despierta su interés, el cual se ve eclipsado cuando Tuoba Yu comienza a interesarse en Weiyoung.                                                            |
| Li Xin'ai                | Li Chang Le                      | Es la media hermana mayor de Weiyoung, así como la hija de Chiyun Rou y Li Xiaoran, el Primer Ministro. Es conocida como la belleza número uno de la provincia capitalina, sin embargo es una mujer arrogante y egoísta, que cree que ninguna mujer es mejor que ella. Detesta no ser el centro de atención y por ello, su encuentro con Weiyoung la hace convertirse en una persona insegura y celosa. Su objetivo es el de ser la próxima Emperatriz y para ello quiere deshacerse de Weiyoung y casarse con el Príncipe Tuoba Jun, de quien ha estado enamorada desde hace mucho tiempo, aunque él no le corresponde. |

### Personajes secundarios

#### Norte de Wei
| Actor          | Personaje                             | Notas |
| -------------- | ------------------------------------- | --- |
| Canti Lau      | Tuoba Tao, Emperador del Norte de Wei | Es el Emperador y Gobernante del Norte de Wei y el abuelo de Tuoba Jun y el padre de Tuoba Yu y Tuoba Han. |
| Liu Meihua     | Emperatriz del Norte de Wei           | |
| Ding Ziling    | Lu Zhaoyi                             | Es la concubina de Tuoba Tao y la madre de Tuoba Yu. |
| Wang Yujing    | Tuoba Huang                           | Es el antiguo Príncipe Heredero y el padre fallecido de Tuoba Jun. |
| Xu Rongzhen    | Princesa Heredera                     | Es la madre de Tuoba Jun. No le agrada Weiyoung y desea ardientemente que Jun se case con Li Chang Le, a quien considera digna de ser su nuera y próxima emperatriz. |
| Zhang Tianyang | Tuoba Han, Príncipe Dongping          | Es el hermano de Tuoba Yu y Tuoba Di, y el tío de Tuoba Jun. Ambicioso y despiadado, posee grandes ambiciones de convertirse en el nuevo Emperador pero su propia crueldad lo lleva a cometer estupideces. |
| Chen Yuqi      | Tuoba Di, 9na. Princesa               | Es la 9na. Princesa y la hermana de Tuoba Yu y Tuoba Han, así como la tía de Tuoba Jun. En un inicio se viste como un hombre para engañar al Príncipe Li Min De y jugarle bromas, pensando que él era el hombre que pretendía su mano en matrimonio, sin embargo después de aprender tiro con arco y pasar tiempo con Min De, comienza a enamorarse verdaderamente de él. Aunque su amor inicialmente no es correspondido, lo toma con calma y continúa ayudándolo a proteger a Weiyoung. |
| Hou Ruixiang   | Zong Ai                               | Aunque trabaja como el eunuco personal del Emperador, en realidad es el subordinado y cómplice del Príncipe Tuoba Yu. |
| Meng Fei       | Gao Yun                               | |
| Rui Weihang    | Cheng De                              | Es el asistente y mano derecha de Tuoba Jun y el interés amoroso de Jun Tao. Torpe y descuidado, pero de buen corazón, hace todo lo que puede por ayudar a Jun aunque suele fracasar cómicamente. |
| Wu Hong        | Cheng An                              | Subordinado y sirviente personal de Tuoba Yu. |
| Zhang Yuechi   | Jiang Zuo                             | Subordinado y sirviente personal de Tuoba Han. |
| Guan Shan      | Qiu Yi                                | Acompañante y servidora personal de la Princesa Heredera |

#### Familia Li
| Actor         | Personaje      | Notas |
| ------------- | -------------- | --- |
| Wang Liyuan   | Abuela Li      | Es la abuela de Li Weiyoung. Cuando llega a la casa Li, la abuela rápidamente se encariña con ella por su bondad e inteligencia. |
| Bai Fan       | Li Xiaoran     | Es el primer ministro del Norte de Wei y el padre de Li Weiyoung y Li Chang Le. |
| Lily Tien     | Chiyun Rou     | Es la primera señora de la familia Li, esposa de Li Xiaoran, madre de Li Min Feng y Li Chang Le y madrastra de Li Weiyoung. Es una mujer malvada, calculadora y despiadada que además de estar al tanto de los planes de su familia Chiyun para usurpar el trono, también conspira para perjudicar a Li Weiyoung y deshacerse de ella, para que no sea un obstáculo en el futuro brillante que planea para su hija Chang Le. |
| Hu Caihong    | Wen Weiyi      | Es la 2.ª señora de la familia Li; y la madre de Li Chang Ru y Li Chang Xi. Su más grande deseo es dirigir la casa Li y que sus dos hijas (opacadas desde niñas por Chang Le) sean famosas y destacadas, por lo que apoya los intentos para destruir a Li Chang Le y a Chiyun Rou. |
| Wang Wanjuan  | Zhou Xuemei    | Es la tercera señora de la familia Li y la madre adoptiva del joven Li Min De. Una mujer bondadosa y frágil, Min De la adora y la considera su única y verdadera madre. |
| Liu Jie       | 7ma. Concubina | Es la madre biológica de la verdadera Li Weiyoung. Una mujer amable, solía ser la enfermiza sirvienta que le lavaba los pies a Chiyun Rou, pero en cuanto Weiyoung llegó a la casa Li, la protegió y buscó mejorar su estatus en memoria de la Weiyoung verdadera. |
| Nan Fulong    | Li Min Feng    | Es el hijo mayor de la familia Li, un hombre hambriento de poder y manipulador que participó en la masacre de la familia real de Liang del Norte y asesinó a la abuela de Xin'er. Tras asumir la identidad de Li Weiyoung, Xin'er jura tomar venganza en él. |
| Peng Doudou   | Li Chang Xi    | Es la 4.ª joven de la familia Li, hermana de Li Chang Ru. Ingenua y frívola, le gusta comer y busca constantemente la aprobación de Li Chang Le. |
| Zhou Meiyi    | Chun Ming      | Es la cómplice y sirvienta personal de Chiyun Rou. Es tan malvada y calculadora como ella y colabora en todos los planes que Rou y Chang Le elaboran para dañar a Weiyoung. |
| Mu Le'en      | Bai Zhi        | Es la amiga y leal servidora de Li Weiyoung. La admira mucho y la protege en todo lo que puede, ya que considera que son como hermanas. |
| Tian Yixi     | Zi Yan         | Junto con Bai Zhi, se convirtió en amiga y servidora de Li Weiyoung. Poco después Li Min Feng decide utilizarla, y la enamora para manipularla y así conseguir que traicione a Weiyoung. |
| Chang Shixin  | Tan Xiang      | Es la sirvienta personal de Li Chang Le. |
| Peng Yingying | Cui'er         | |
| Jin Pohan     | Rong'er        | Es la leal servidora y cómplice de Li Chang Ru. |
| Zhu Xingyu    | Ping An        | Sirviente personal de Li Min De. |

#### Familia real de Liang del Norte
| Actor       | Personaje                   | Notas |
| ----------- | --------------------------- | --- |
| Leanne Liu  | Reina Viuda                 | Es la amorosa abuela de Feng Xin'er, quien se sacrifica para proteger a su nieta. |
| Tan Kai     | Rey Hexi del Norte de Liang | Es el padre de Feng Xin'er, quien es falsamente incriminado de organizar un golpe de Estado y posteriormente es asesinado por Chiyun Nan. |
| Sun Wei     | Tío Ming                    | Es el padre de Jun Tao y el Jefe de la Guardia Real. |
| Wang Yanzhi | Jun Tao                     | Es la guardaespaldas real y confidente de Feng Xin'er (Li Weiyoung), así como el interés amoroso de Cheng De, la mano derecha del Príncipe Tuoba Jun. Agresiva, valiente y muy buena en artes marciales, protege ferozmente a Weiyoung, al punto de estar dispuesta a sacrificar su vida por ella. |

#### Familia Chiyun
| Actor          | Personaje     | Notas |
| -------------- | ------------- | --- |
| Tang Jiayang   | Abuela Chiyun | |
| Jin Han        | Chiyun Nan    | Es el Gran General del Norte de Wei y sobrino de Chiyun Rou, la madre de Li Min Feng y Li Chang Le. Con el fin de satisfacer su codicia, se encargó de incriminar al Rey Hexi de Liang del Norte de organizar un golpe de Estado para ejecutar a la familia real y explotar sus tierras. También es el responsable de los asesinatos del Rey Hexi y del tío Ming, el Jefe de la Guardia Real. Sin embargo más tarde termina trabajando para el Príncipe Tuoba Yu, luego de que él le salvara la vida. |
| Ji Xiaobing    | Chiyun Si     | |
| Zhang Shenghao | Chiyun Wei    | |
| Yang Zuqing    | Hong Lou      | Es una colaboradora de Chiyun Rou, maestra del disfraz y fiel seguidora de Chiyun Nan, de quien está enamorada. |

#### Familia real de Rou Ran
| Actor         | Personaje                    | Notas |
| ------------- | ---------------------------- | --- |
| Liang Zhenlun | Li Min De, Príncipe Yuan Lie | Es el hijo adoptivo de Zhou Xuemei, lo que le convierte en el segundo joven amo de la familia Li. Sin embargo, ignora que en realidad él es el Príncipe Heredero de Rou Ran. Al principio es un joven tímido, pero con el tiempo se convierte en un hombre talentoso, fuerte y valiente. Weiyoung y él se conocen en la casa Li y se vuelven amigos, protegiéndose el uno al otro. El tiempo y las aventuras que pasa con Weiyoung hacen que sienta atracción por ella, pero después se enamora de la Princesa Tuoba Di. |
| Wang Wei      | Princesa An Le               | Es la hermana menor de Yuan Lie (Li Min De). Es una chica caprichosa y mimada que gusta de crear problemas para divertirse. |
| Li Ang        | General Jiao                 | Es el ministro del Reino de Rou Ran, quien secretamente rastrea y protege a Li Min De (Yuan Lie). |

### Otros personajes
| Actor          | Personaje   | Notas |
| -------------- | ----------- | --- |
| Li Yixiao      | Li Weiyoung | Es la hija ilegítima del primer ministro del Norte de Wei, quien fue expulsada de la casa Li y enviada al campo desde que era una bebé, por haber nacido en una fecha considerada de mala suerte. Encuentra desmayada en el campo a la Princesa Feng Xin'er, a quien le salva la vida llevándola a su choza. Poco después muere asesinada y Xin'er asume su identidad. |
| Dai Chunrong   | Madame Liu  | Es la cuidadora de Li Weiyoung. Siempre la maltrató y la obligaba a hacer los trabajos más duros. Tras su asesinato, accede a hacer pasar a Xin'er como Li Weiyoung para así prevenir que su familia sea ejecutada. |
| Tan Songmei    | Madre Luo   | |
| Zhang Hengping | -           | Es un monje adivino. |
| Liu Fenggang   | Médico Liu  | |

## Episodios
La serie estuvo conformada por 54 episodios, emitiendo dos capítulos por día todos los días (un episodio los sábados) a las 19:30hrs (GMT) a través de Dragon TV y Beijing TV.

## Música
El soundtrack de la serie estuvo conformada por 7 canciones:
Las músicas de inicio fue "If Heaven Has Compassion" de A-Lin, mientras que la música de cierre fue "Heavenly Gift" interpretada por Li Yifeng.
- China

| No. | Artista (as)           | Canción                                           | Notas              |
| --- | ---------------------- | ------------------------------------------------- | ------------------ |
| 1   | A-Lin                  | "If Heaven Has Compassion" (天若有情)             | (música de inicio) |
| 2   | Tiffany Tang y Luo Jin | "Heavenly Gift" (天赋)                            | (música de cierre) |
| 3   | Li Qi                  | "Next Life" (來生)                                | -                  |
| 4   | Jin Han                | "Fate Because of Me" (緣因我)                     | -                  |
| 5   | Jin Chi y Sun Bolun    | "Growing Old Interdependently" (白首相依)         | -                  |
| 6   | Cui Zige               | "Illuminating Jade Treasury of Wisdom" (玉燭寶典) | -                  |

- Hong Kong

| No. | Artista  | Canción                              | Notas |
| --- | -------- | ------------------------------------ | ----- |
| 1   | Hana Kuk | "A Lifetime of Waiting" (一輩子守候) | -     |

## Premios y nominaciones
| Año  | Categoría                                | Premio                                      | Nominada (o)          | Resultado |
| ---- | ---------------------------------------- | ------------------------------------------- | --------------------- | --------- |
| 2017 | Best Actress                             | 22nd Huading Award                          | Tiffany Tang          | Ganó      |
| 2017 | Best Actor (Ancient Drama)               | 22nd Huading Award                          | Luo Jin               | Nominado  |
| 2017 | Top 10 Audience's Favorite TV Star       | 22nd Huading Award                          | Tiffany Tang          | Ganó      |
| 2017 | Media's Most Noticed Actor               | 2nd China Quality Television Drama Ceremony | Luo Jin               | Ganó      |
| 2017 | Media's Most Anticipated Actress         | 2nd China Quality Television Drama Ceremony | Tiffany Tang          | Ganó      |
| 2017 | Most Anticipated Actor                   | 2nd China Quality Television Drama Ceremony | Luo Jin               | Ganó      |
| 2017 | Most Marketable Actress                  | 2nd China Quality Television Drama Ceremony | Tiffany Tang          | Ganó      |
| 2017 | Newcomer Award                           | 2nd China Television Drama Quality Ceremony | Chen Yuqi             | Ganó      |
| 2017 | Audience Favorite TV Series (Dragon TV)  | 2nd China Quality Television Drama Ceremony | The Princess Weiyoung | Ganó      |
| 2016 | Most Popular Actress                     | 8th China TV Drama Award                    | Tiffany Tang          | Ganó      |
| 2016 | Most Popular Actor                       | 8th China TV Drama Award                    | Luo Jin               | Ganó      |
| 2016 | Most Charismatic Actor on the Screen     | 8th China TV Drama Award                    | Vanness Wu            | Ganó      |
| 2016 | Most Charismatic Actresses on the Screen | 8th China TV Drama Award                    | Mao Xiaotong          | Ganó      |
| 2016 | Best Villain                             | 5th Annual DramaFever Award                 | Vanness Wu            | Nominado  |
| 2016 | Best Supporting Actress                  | 5th Annual DramaFever Award                 | Mao Xiaotong          | Nominada  |
| 2016 | Best Chinese Language Drama              | 5th Annual DramaFever Award                 | The Princess Weiyoung | Ganó      |

## Producción
La serie estuvo basada en la novela "The Poisonous Daughter" de Qin Jian.
Fue dirigida por Li Huizhu y escrita por Cheng Tingyu.
El vestuario fue uno de los atractivos de la serie.
La serie contó con el apoyo de las compañías de producción "Croton Media", "Yuehua Entertainment" y "Feng Jing Media". 

### Distribución internacional
- TVB Jade – 23 de enero de 2017 (entre semana a las 7:00p.m.)
- 8TV – 21 de febrero de 2017 (entre semana a las 8:30p.m.)
- MediaCorp Channel 8 – 3 de junio de 2017 (2 episodios, todos los sábados a las 10:30p.m.)
  - Oh!K – (2 episodios, todos los jueves y sábados a las 6:00p.m)
- Chunghwa TV – 19 de diciembre de 2016 (entre semana a las 10:00p.m.)
- GTV Drama – 8 de mayo de 2017 (entre semana a las 10:00p.m.)
- Netflix (worldwide)